# Euptychoides albofasciata
Euptychoides albofasciata är en fjärilsart som beskrevs av William Chapman Hewitson 1869. Euptychoides albofasciata ingår i släktet Euptychoides och familjen praktfjärilar. Inga underarter finns listade i Catalogue of Life.